# Les Fosses (Deux-Sèvres)
Les Fosses és un municipi francès situat al departament de Deux-Sèvres i a la regió de la Nova Aquitània. L'any 2007 tenia 416 habitants.

## Demografia

### Població
El 2007 la població de fet de Les Fosses era de 416 persones. Hi havia 168 famílies de les quals 38 eren unipersonals (17 homes vivint sols i 21 dones vivint soles), 63 parelles sense fills, 59 parelles amb fills i 8 famílies monoparentals amb fills.
La població ha evolucionat segons el següent gràfic:
Habitants censats

### Habitatges
El 2007 hi havia 187 habitatges, 167 eren l'habitatge principal de la família, 11 eren segones residències i 10 estaven desocupats. Tots els 187 habitatges eren cases. Dels 167 habitatges principals, 118 estaven ocupats pels seus propietaris, 47 estaven llogats i ocupats pels llogaters i 1 estava cedit a títol gratuït; 1 tenia una cambra, 5 en tenien dues, 19 en tenien tres, 48 en tenien quatre i 93 en tenien cinc o més. 159 habitatges disposaven pel capbaix d'una plaça de pàrquing. A 75 habitatges hi havia un automòbil i a 87 n'hi havia dos o més.

### Piràmide de població
La piràmide de població per edats i sexe el 2009 era:
| Homes | Edats   | Dones |
| ----- | ------- | ----- |
| 0     | 95 o +  | 0     |
| 4     | 90 a 94 | 4     |
| 4     | 85 a 89 | 12    |
| 4     | 80 a 84 | 0     |
| 0     | 75 a 79 | 8     |
| 8     | 70 a 74 | 12    |
| 16    | 65 a 69 | 4     |
| 4     | 60 a 64 | 12    |
| 4     | 55 a 59 | 12    |
| 4     | 50 a 54 | 4     |
| 16    | 45 a 49 | 8     |
| 8     | 40 a 44 | 4     |
| 12    | 35 a 39 | 16    |
| 28    | 30 a 34 | 12    |
| 36    | 25 a 29 | 20    |
| 4     | 20 a 24 | 8     |
| 4     | 15 a 19 | 4     |
| 4     | 10 a 14 | 0     |
| 16    | 5 a 9   | 12    |
| 4     | 0 a 4   | 16    |

## Economia
El 2007 la població en edat de treballar era de 255 persones, 200 eren actives i 55 eren inactives. De les 200 persones actives 180 estaven ocupades (97 homes i 83 dones) i 20 estaven aturades (7 homes i 13 dones). De les 55 persones inactives 24 estaven jubilades, 16 estaven estudiant i 15 estaven classificades com a «altres inactius».

### Ingressos
El 2009 a Les Fosses hi havia 179 unitats fiscals que integraven 433,5 persones, la mediana anual d'ingressos fiscals per persona era de 17.503 €.

### Activitats econòmiques
Dels 11 establiments que hi havia el 2007, 1 era d'una empresa extractiva, 1 d'una empresa de construcció, 2 d'empreses de comerç i reparació d'automòbils, 2 d'empreses de transport, 1 d'una empresa financera, 3 d'empreses immobiliàries i 1 d'una empresa classificada com a «altres activitats de serveis».
Els 3 serveis als particulars que hi havia el 2009 eren agències immobiliàries.
L'any 2000 a Les Fosses hi havia 20 explotacions agrícoles que ocupaven un total de 800 hectàrees.

## Equipaments sanitaris i escolars
El 2009 hi havia una escola elemental integrada dins d'un grup escolar amb les comunes properes formant una escola dispersa.

## Poblacions més properes
El següent diagrama mostra les poblacions més properes.